# グレドス山脈

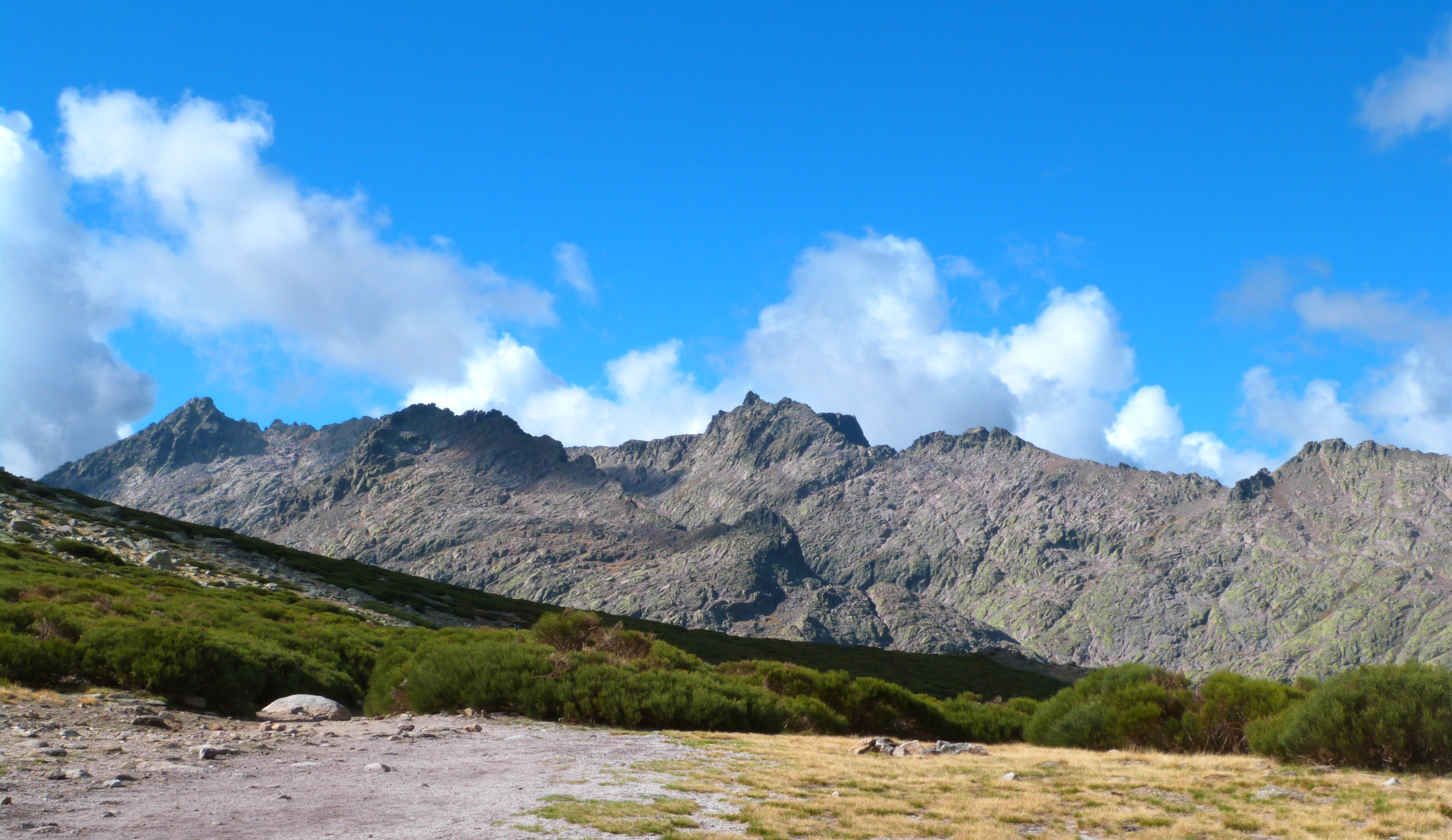
ラ・ベリェサ

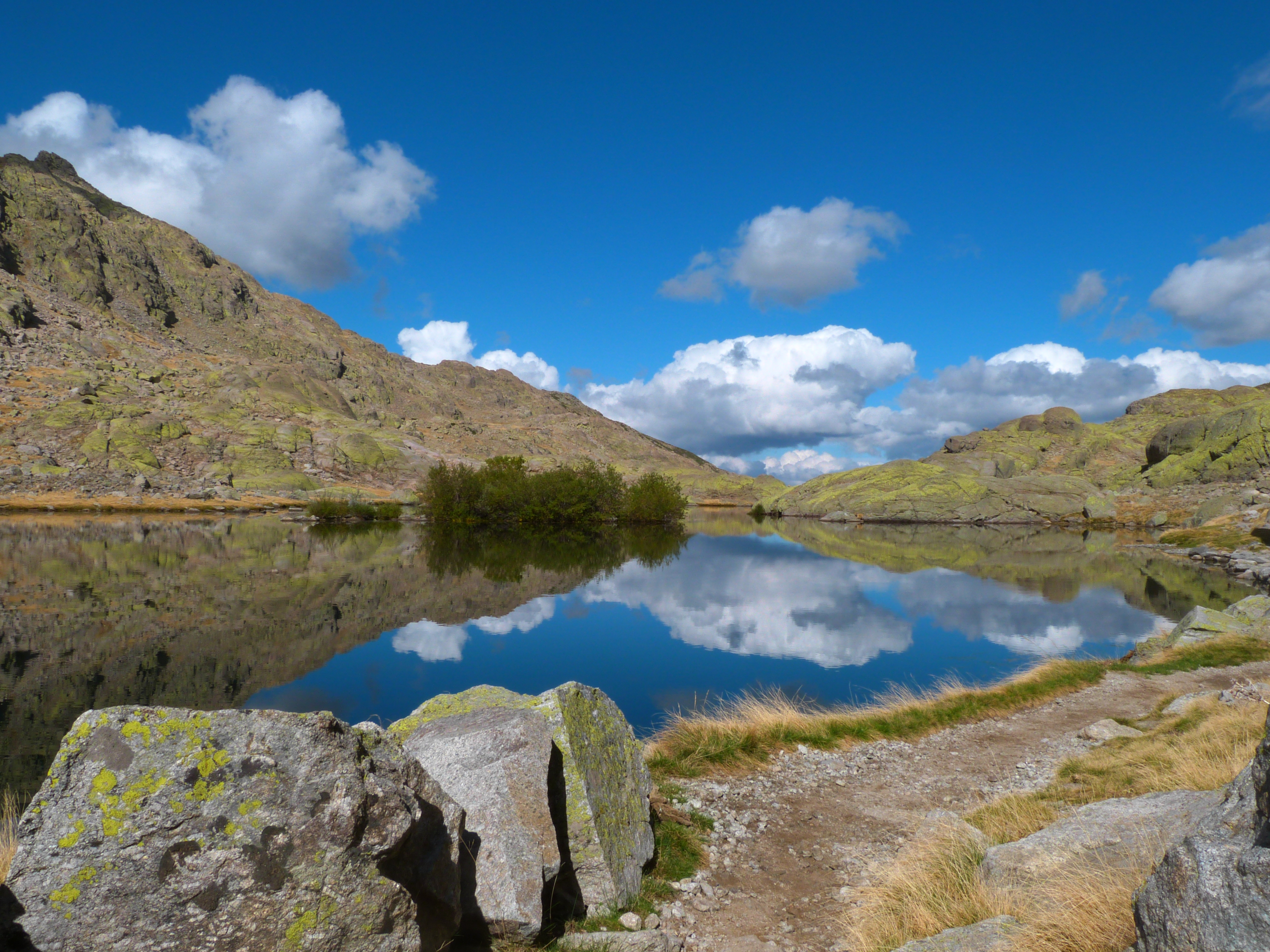
グレドス山脈州立公園にある湖

グレドス山脈（スペイン語: Sierra de Gredos）は、イベリア半島中央部にあるセントラル山系の一部をなす山脈。スペイン・カスティーリャ・イ・レオン州アビラ県とサラマンカ県、エストレマドゥーラ州カセレス県、マドリード州、カスティーリャ＝ラ・マンチャ州トレド県にまたがっている。最高峰は標高2,592mのアルマンソール峰。

## 地理
山脈の中央部はグレドス山脈州立公園としてカスティーリャ・イ・レオン州の州立公園に指定されている。セントラル山系の中でもっとも大きな山脈のひとつであり、5本の河川が流れる谷を含んでいる。アルト・トルメス、アルト・アルベルチェ、ティエタル・オリエンタル、ティエタル・オクシデンタル・イ・ラ・ベラ、アンブロス谷である。この地にもっとも早く住み着いた人間は、プレローマ期のケルト人と推定されているVettonesである。
グレドス山脈は3つのセクションに分けられる。東部はプエルト・デル・ピコ断層までであり、中央部はプエルト・デ・トルナバカス断層までであり、西部はベハル山地までである。

### 東部
北ティエタル断層の近くから南側はグレドス山脈の東部とされる。地塁の北限は断層によって構成され、北から東に伸びるブルギーリョ断層、東から西に延びるナバルエンガ断層などがある。断層に沿ってアルベルチェ川が流れている。東部には以下のような標高の高い山がある。
- ミルロ峰（スペイン語版） 1,770 m
- ラ・エスクーサ(La Escusa) 1,960 m
- ガモノーサ（スペイン語版） 1,993 m
- ランチャマーラ(Lanchamala) 1,999 m
- エル・トローソ（スペイン語版） 2,025 m
- ミラバリェス岩山(Risco de Miravalles) 2,010 m
- アルトゥニェーロ岩山(Risco del Artuñero) 2,011 m
- ガビラネス丘（スペイン語版） 2,190 m

### 湖沼
- グランデ・デ・グレドス湖(Laguna Grande de Gredos)
- ラス・シンコ・ラグーナス(Las Cinco Lagunas) : 5つの湖の集合体
- バルコ湖（英語版）
- カバリェーロス湖(Laguna de los Caballeros)
- ナバ湖(Laguna de la Nava)
- トランパル湖(Lagunas del Trampal)
- デュケ湖(Laguna del Duque)

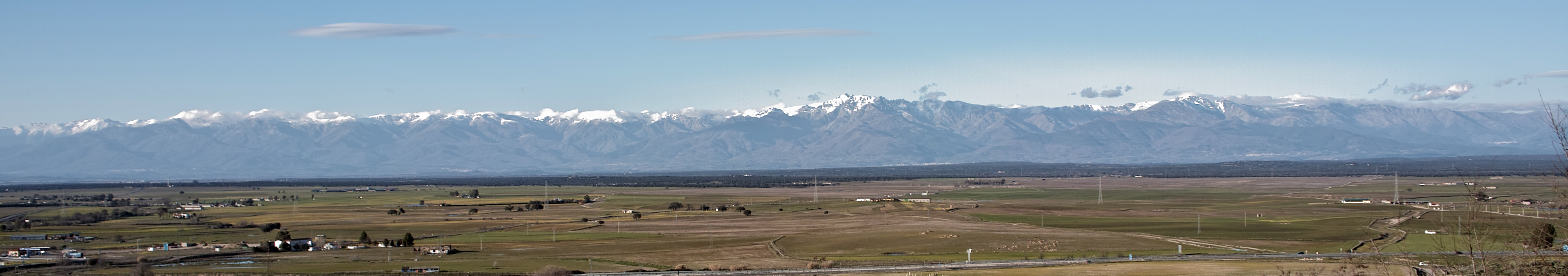
タラベラ・デ・ラ・レイナ近郊から見たグレドス山脈の南斜面

## 動植物

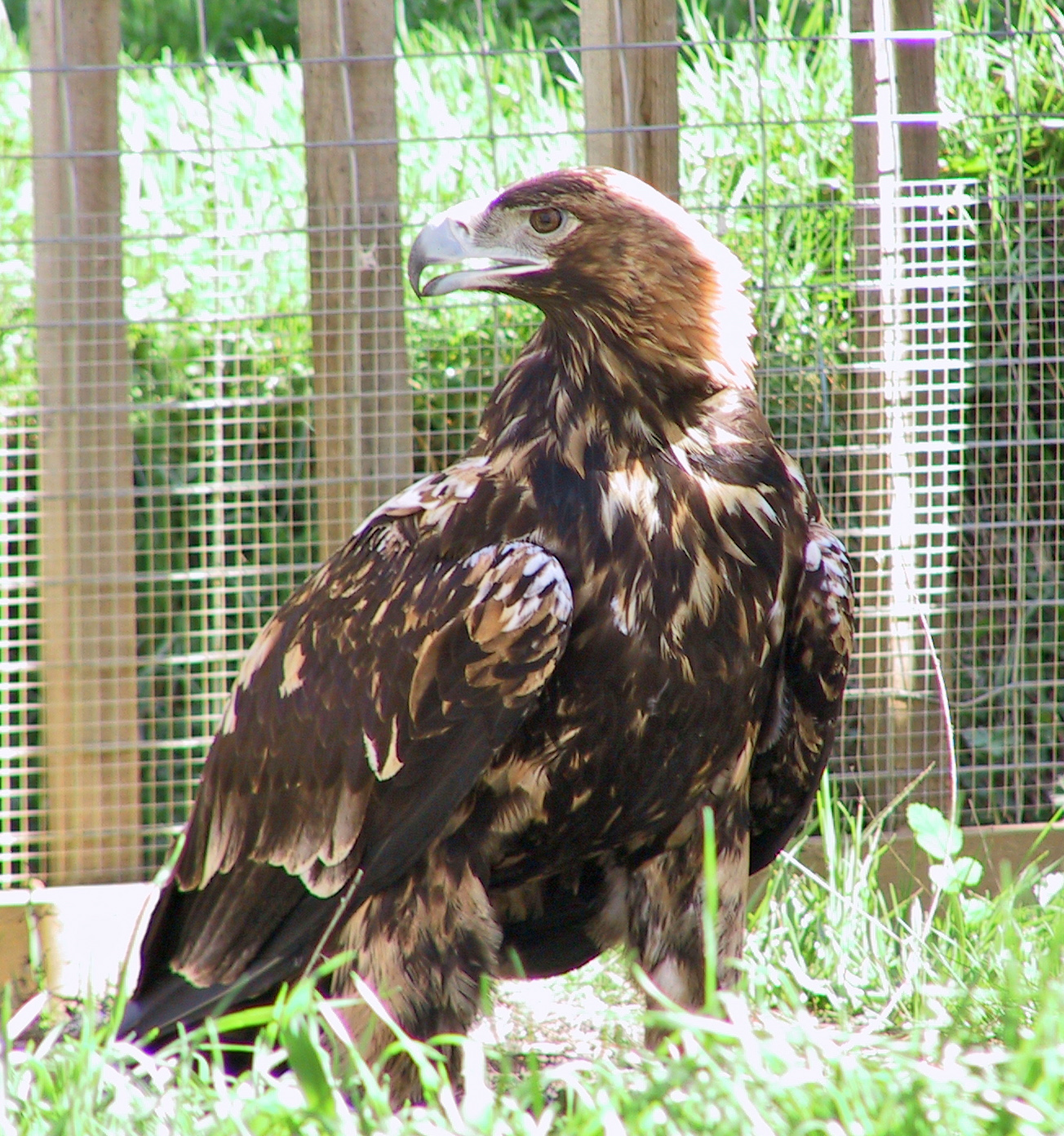
イベリアカタシロワシ

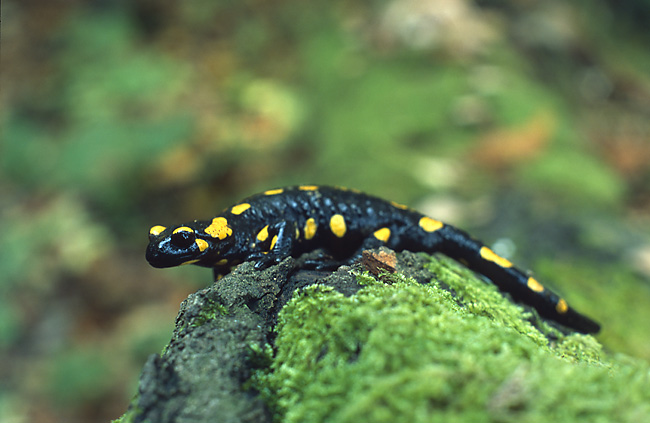
ファイアサラマンダー

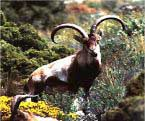
グレドス山脈のスペインアイベックス

### 動物相
グレドス山脈は以下のような動物相を有している。
- スペインアイベックス
- ノロジカ
- アカアシイワシャコ
- イヌワシ
- イベリアカタシロワシ
- ヨーロッパハチクマ
- クロハゲワシ
- シロエリハゲワシ

#### 固有種
- ヨーロッパヒキガエルの亜種 (Bufo bufo gredosicola)
- ファイアサラマンダーの亜種 (Salamandra salamandra almanzoris)
- ヨーロッパユキハタネズミの亜種 (Microtus nivalis abulensis)
- スペインアイベックスの亜種 (Capra pyrenaica victoriae)
- Iberolacerta cyreni : トカゲの固有種

### 植物相
グレドス山脈の多様な植生は、その植物が生育している標高と密接に関係している。標高が上昇するにつれて、以下のような植物を見つけることができる。また、一部の地域ではマツがこれらに取って代わっている。高標高の場所にはエニシダ属やローマカミツレ（カモミール）などの種が群生したり、ビャクシン属の灌木が生育している。
- ホルムオーク
- クリ
- ハンノキ
- セイヨウナナカマド
- カバノキ
- ヤマナラシ
- ヤナギ
- ピレネーオーク（英語版）

グレドス山脈の植生はその標高によって4層に分かれている。
- ホルムオーク層 : 300-550 m
- ピレネーオーク層 : 550-1,800 m
- エニシダ層 : 1,800-2,300 m
- 開放耕地層 : 2,300-2,600 m